# Euonymus grandiflorus
Euonymus grandiflorus là một loài thực vật thuộc họ Celastraceae. Loài này có ở Trung Quốc, Myanma, và Nepal.

## Hình ảnh

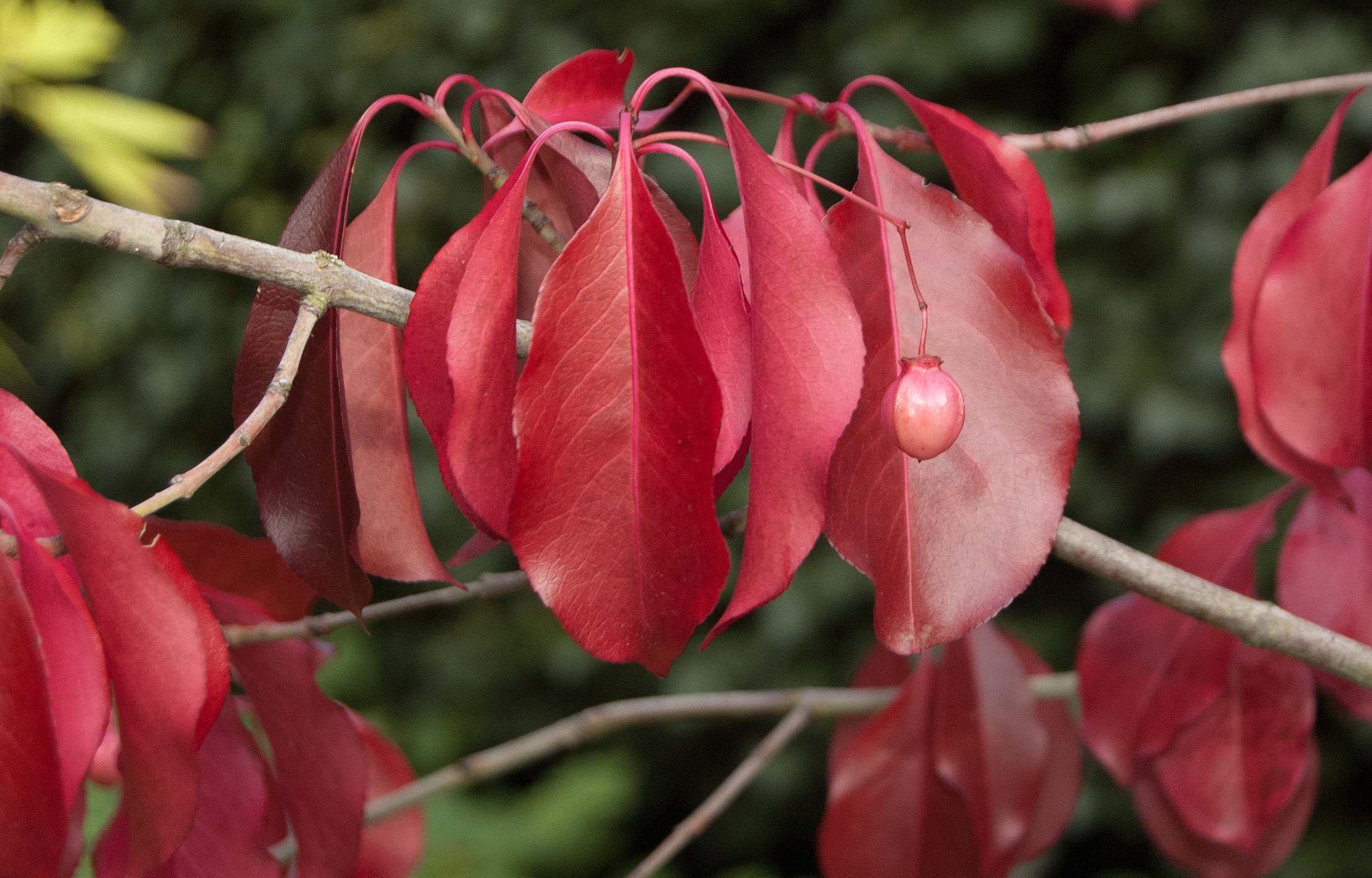